# General Abelardo L. Rodríguez International Airport
General Abelardo L. Rodríguez International Airport är en flygplats i Mexiko.   Den ligger i delstaten Baja California Sur, i den nordvästra delen av landet, 2 300 km nordväst om huvudstaden Mexico City. General Abelardo L. Rodríguez International Airport ligger 149 meter över havet.
Terrängen runt General Abelardo L. Rodríguez International Airport är kuperad åt sydost, men åt nordväst är den platt. Runt General Abelardo L. Rodríguez International Airport är det tätbefolkat, med 913 invånare per kvadratkilometer. Närmaste större samhälle är Tijuana, 5,3 km sydväst om General Abelardo L. Rodríguez International Airport. Runt General Abelardo L. Rodríguez International Airport är det i huvudsak tätbebyggt.